# Acanthobrama telavivensis
Acanthobrama telavivensis, mais conhecido como Yarkon bleak, é uma espécie de peixe Actinopterygii da família Cyprinidae encontradas apenas nos rios de Israel.
Devido a destruição do habitat esta espécie encontra-se na lista vermelha da IUCN como sendo vulnerável.

## História
O peixe que povoava todos os rios de Israel tornou-se quase extinto devido a sua intolerância à poluição. Em 2012, a Autoridade do Rio Yarkon relatou seu reaparecimento. De acordo com o ecologista chefe da autoridade, isso mostra que os esforços para reabilitar o rio foram bem sucedidos. Os esforços para preservação da espécie começaram em 1999, quando a população caiu para apenas algumas centenas. O projeto foi um esforço conjunto da Autoridade do rio Yarkon, da Universidade de Tel Aviv, da Autoridade Nacional de Parques e da natureza de Israel. Os peixes foram transferidos para piscinas especiais de reprodução do parque zoológico da universidade sendo foi feita uma tentativa para reintroduzí-los no rio em 2002. Em 2005, uma segunda tentativa na parte superior do rio teria sido mais bem-sucedida.